# Junkers Ju 86
Die Junkers Ju 86 war ein zweimotoriges Ganzmetall-Propellerflugzeug der Junkers Flugzeugwerk AG in Dessau (ab 1936 Junkers Flugzeug- und Motorenwerke), das sowohl für den zivilen als auch für den militärischen Einsatz entwickelt wurde. In verschiedenen Varianten fertigten Junkers und Lizenznehmer insgesamt rund 900 Exemplare des freitragenden Tiefdeckers.

## Entwicklung und Produktion

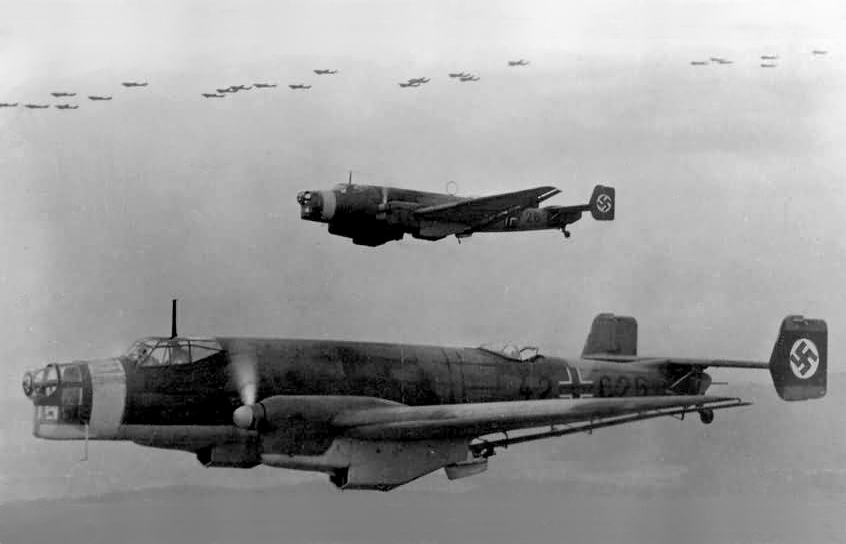
Ju 86 im Formationsflug, 1937

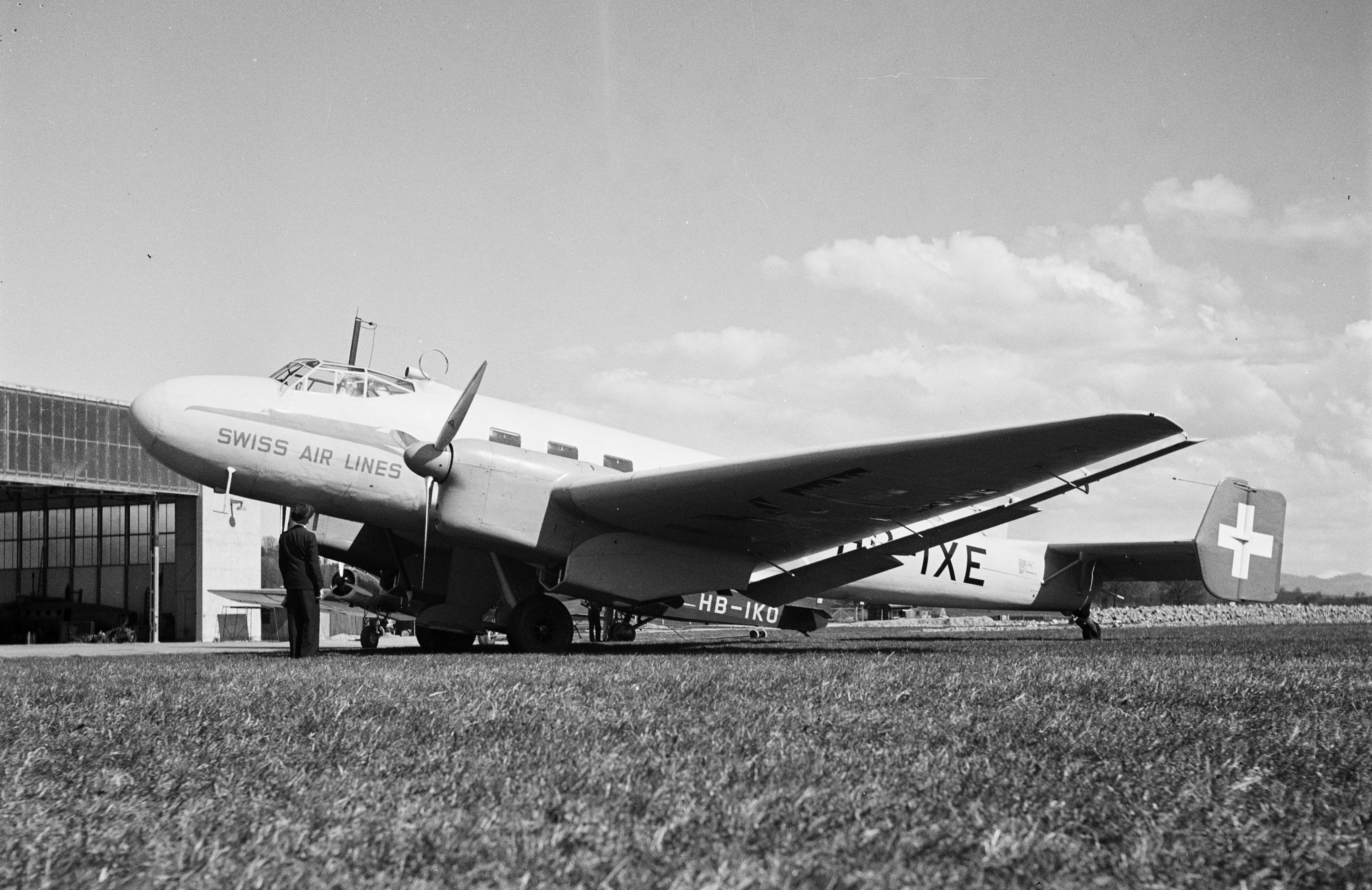
Ju-86 Swissair vor der heutigen Halle 11 des Flugplatzes Dübendorf

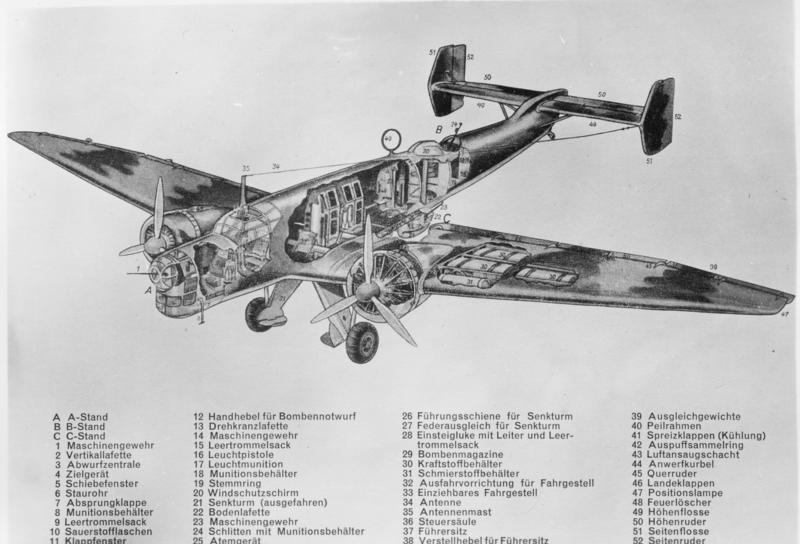
Schnittzeichnung

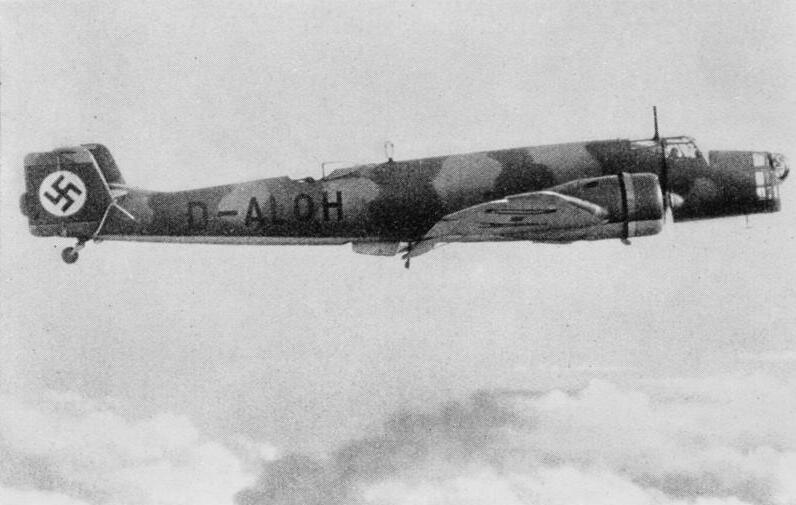

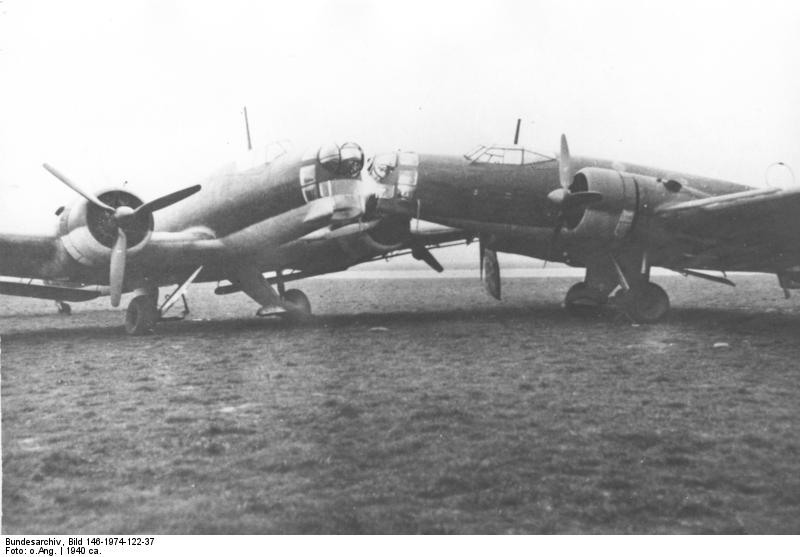

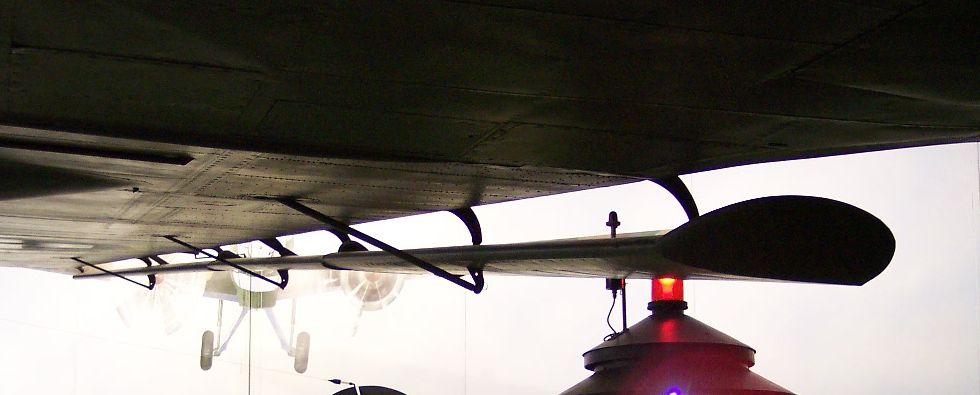
Doppelflügel der Ju 86

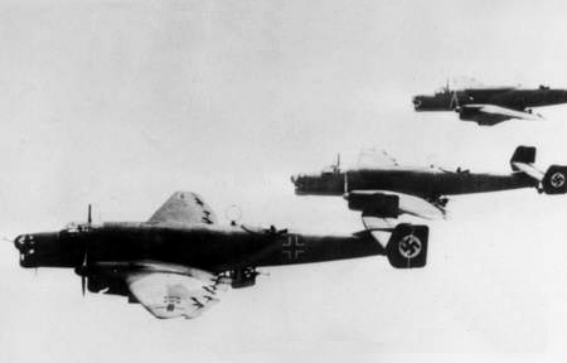
Ju 86 im Formationsflug, 1938

Die Planung für ein zweimotoriges mittleres Kampfflugzeug begann 1932 im Reichswehrministerium. Im Laufe des Jahres 1933 wurden Entwicklungsaufträge an Heinkel, Dornier und Junkers vergeben.
Junkers konzipierte die spätere Ju 86 als zweimotorigen Tiefdecker mit Einziehfahrwerk sowie doppeltem Seitenleitwerk und erhielt den Auftrag zum Bau von vier Prototypen.
Nach der Erprobung von zwei militärischen Prototypen ab November 1934 wurden sieben Passagierflugzeuge A-0 gebaut.
Im Juni 1936 lief der Serienbau des Kampfflugzeuges der B-Serie für die Luftwaffe an. Ende April 1937 wurde er durch den Generalinspekteur der Luftwaffe, Staatssekretär Erhard Milch, gestoppt, da sich die militärische Variante der Ju 86 entgegen den großen Erwartungen an die verwendeten Dieselmotoren Junkers Jumo 205 als völliger Fehlschlag erwies. Der Verbrauch lag beim Fliegen im Verband höher als erwartet, die Brandsicherheit war nicht höher als bei Flugzeugen mit Ottomotoren, und die erreichte Geschwindigkeit war für den geplanten Verwendungszweck zu gering. Junkers hatte für den Export bereits Serien mit Ottomotoren entwickelt. Daher bot es sich an, die Ju 86 der Luftwaffe entsprechend umzustellen. Generalmajor Ernst Udet als Chef des Technischen Amtes im Reichsluftfahrtministerium machte Milch den Vorschlag, von den 162 im Bau befindlichen Flugzeugen 89 als A/D-Serie, 50 mit Ottomotor und 10 bis 20 für den Export fertigzustellen sowie den Rest zu verschrotten. Offensichtlich kam es aber nach der Fertigstellung der angebotenen 89 Flugzeuge nicht zum Abbruch der A/D-Serie, da nach dem Produktionsstopp noch mehr als 200 Flugzeuge mit Dieselmotoren gebaut wurden. Allerdings wurden bereits Vorarbeiten für die Umstellung der Serie auf Ottomotoren vorgenommen.
Die bis dahin gebauten Flugzeuge der A/D-Serie wurden nachträglich mit BMW-132-Ottomotoren ausgerüstet (Umbau zum Bomber E-1). Die ersten Exemplare wurden im Mai 1938 ausgeliefert. Bei der G-Serie, die ab Juni 1938 anlief, wurde dieser Motor schon von Anfang an vorgesehen. Zusätzlich erhielten diese Flugzeuge eine Vollsichtkanzel. In der Zeit von Dezember 1937 bis Juli 1939 wurden dann nur noch Flugzeuge mit Ottomotoren für die Luftwaffe und den Export hergestellt. Insgesamt wurden als Serienflugzeuge 476 Ju 86 A/D mit Dieselmotor und 142 Ju 86 G mit Ottomotor und Vollsichtkanzel für die Luftwaffe gebaut. Bei den Varianten E, M, N, P und R handelt es sich nur um Umbauten. Von der Ju 86 M wurden 14 Flugzeuge umgebaut (W.-Nr. 260–273), von der Ju 86 N vermutlich 23. Für den Umbau der Serie A/D auf E erhielten Junkers und ATG einen Auftrag über anfänglich 300 Flugzeuge. Am 30. Juni 1938 waren aus diesem Auftrag bereits die ersten 16 Flugzeuge an die Luftwaffe geliefert worden.
Zur Anpassung an den Einsatzzweck wurden im Laufe des Krieges ständig Umbauten vorgenommen: Aus dem Bomber E-1 wurde bei WFG das Schulflugzeug mit Doppelsteuer E-2 (170 Umbauten November 1939 bis Januar 1942) sowie als weitere Varianten E-5 und E-8 (zusammen 57 Umbauten Februar bis Dezember 1941), E-9, E-12, E-13, E-14 und E-15, wobei die Varianten ab E-9 vermutlich Umbauten für die Luftnachrichtenschulen waren. Die Variante E-10 war ein Umbau für die Blindflugschulung, lässt sich aber nicht nachweisen.
Zum Höhenaufklärer Ju 86 P, der mit einer Dienstgipfelhöhe von 12.000 m für damalige Jagdflugzeuge nicht erreichbar war, wurden Ju 86 G umgebaut, die R-Serie wiederum war ein Umbau aus den P-Flugzeugen. Die Stückzahlen waren gering; sie wurden bei der AGrObdL eingesetzt, der 1./(F)100 und der 2./(F)123. Am 30. Juni 1940 waren 31 P-1 und sechs P-2 als Umbau aus der Version G in Bestellung, am 31. Dezember 1940 29 P-1 und neun P-2. Nachdem sich die Version P-3 als vorteilhaft herausgestellt hatte, wurde die Bestellung auf 32 P-3, die aus den Versionen G, P-1 und P-2 umgebaut werden sollten, geändert. Nachweisen lassen sich 18 Umbauten zu P-1/P-2 im Zeitraum von Juli 1940 bis April 1941 sowie neun Umbauten aus G in P-3 von April bis August 1941. Dazu kamen zwei Umbauten aus P-1/P-2 in P-3. Bis zum 30. November 1942 wurden die bestellten 16 R-1 sowie drei R-2 von Junkers abgeliefert. Die Entwicklung der Höhenflugzeuge P und R einschließlich der Vorarbeiten für die Ju 186 kostete Junkers bis zum 30. Juni 1943 insgesamt 17,5 Mio. RM. Im Vergleich zu den Entwicklungskosten der Ju-86-Bomber und Verkehrsflugzeuge bis 1936 (6,3 Mio. RM) zeigt sich der immense Aufwand, der für die Entwicklung der Höhenflugzeuge und den Umbau von etwa 40 bis 50 Maschinen inklusive der Versuchsträger betrieben wurde.
Letztlich erwies sich die Ju 86 als der am wenigsten erfolgreiche mittlere Bomber der zweiten Generation, zumal die Do 17 auch noch in größerer Stückzahl als Fernaufklärer gebaut wurde. Allerdings waren die Exportzahlen der Ju-86-Kampfflugzeuge erheblich höher als die der He 111 und Do 17.
Bauzahlen der Ju 86 einschließlich Umbauten:
| Version    | JFM   | Henschel | HFB | ATG   | SUMME                     |
| ---------- | ----- | -------- | --- | ----- | ------------------------- |
| Prototypen | 4     |          |     |       | 4                         |
| A-0        | 7     |          |     |       | 7                         |
| B          | 10    |          |     |       | 10                        |
| C          | 6     |          |     |       | 6                         |
| A/D        | 215   | 94       | 75  | 92    | 476                       |
| E-1        | (200) |          |     | (100) | (300), vmtl. nur etwa 230 |
| E-2        |       |          |     |       | (170)                     |
| E-5/E-8    |       |          |     |       | (57)                      |
| G          | 72    |          |     | 70    | 142                       |
| K          | 133   |          |     |       | 133                       |
| M          |       |          |     |       | (14)                      |
| N          |       |          |     |       | (23 ?)                    |
| O          | 3     |          |     |       | 3                         |
| P-1        | (9)   |          |     |       | (9)                       |
| P-2        |       |          |     |       | (> 9)                     |
| P-3        |       |          |     |       | (> 11)                    |
| R-1        |       |          |     |       | (16)                      |
| R-2        |       |          |     |       | (3)                       |
| Z          | 38    |          |     |       | 38                        |
| SUMME      | 488   | 94       | 75  | 162   | 819                       |

## Militärischer Einsatz
Bei der Versuchsbomberstaffel 88 der Legion Condor flogen ab Februar 1937 wahrscheinlich fünf Ju 86 D. Bereits zu Beginn des Einsatzes gingen zwei Flugzeuge verloren (23. Februar 1937 und 9. März 1937). Nach einem weiteren Verlust wurden die restlichen zwei Flugzeuge noch 1937 an die Nationalspanier abgetreten; die Bombereinheiten wurden auf Heinkel He 111 umgerüstet.
Bis Juli 1939 wurden die Ju 86 aus den Kampfverbänden zurückgezogen und waren nur noch bei Schulen oder sonstigen Einheiten im Einsatz. Am 1. März 1940 befanden sich noch 575 Ju 86 bei der Luftwaffe, am 31. Januar 1944 noch 362, am 30. September 1944 noch 177. Das deutet darauf hin, dass im Laufe des Jahres 1944 neben 20 Exporten nach Rumänien und Ungarn auch eine größere Anzahl Ju 86 verschrottet wurde, nachdem mit der Siebel Si 204 ein leistungsstärkeres Schulflugzeug zur Verfügung stand.
Die Luftwaffe selbst setzte die Ju 86 nach ihren Erfahrungen in Spanien nicht im Kampfeinsatz, sondern lediglich als Transporter und Höhenaufklärer ein. Ju 86 waren bereits 1940 als Höhenaufklärer über der Sowjetunion eingesetzt (vgl.: Kommando Rowehl); diese lieferten wichtige Erkenntnisse für die spätere Bombardierung von strategischen Einrichtung und Flugplätzen beim Überfall auf die Sowjetunion. Transportgruppen konnten im Bedarfsfall aus Beständen der Schulen aufgestellt werden. Während der Versorgung des Kessels von Demjansk wurde das Flugzeug bei den gemischten KGr.z.b.V. 6, 7 und 8 eingesetzt. Mit zwei Totalschäden und sechs Beschädigungen blieben die Verluste gering. In der Schlacht von Stalingrad erfolgte der Einsatz von wahrscheinlich 70 Ju 86 bei den KGr.z.b.V. 21 und 22. Hierbei gingen 34 Flugzeuge verloren, weitere sieben blieben vermisst. Dazu müssen noch elf Beschädigungen gerechnet werden. Nach dem sowjetischen Angriff auf den Flugplatz Tazinskaja am 24. Dezember 1942, bei dem 14 Ju 86 als Verlust gemeldet wurden, kam das Muster kaum noch zum Einsatz, da die beiden Transportgruppen weitgehend aufgerieben waren. Insgesamt blieb die Zahl der geflogenen Einsätze gering, da das Flugzeug für Transporteinsätze unter den Bedingungen vor Ort ungeeignet war.
Ansonsten wurde die Ju 86 vorwiegend bei C-Schulen oder den Luftnachrichtenschulen zur Funkgerät- und Funkmessausbildung von Bordfunkern eingesetzt. Eine Verwendung bei den Blindflugschulen erfolgte nur im geringen Umfang ab Ende 1942.

## Export
Das Muster war von Anfang an für den Export freigegeben, um dringend benötigte Devisen zu erwirtschaften. Vor dem Krieg wurden 171 Flugzeuge exportiert. Von den drei von Mandschukuo bestellten, aber nicht mehr gelieferten Flugzeugen wurden zwei im Juni 1941 an die DLH als Ju 86 O und eine im Mai 1941 an Gauleiter Josef Terboven übergeben. In Schweden wurden bei SAAB von 1939 bis 1941 weitere 16 Flugzeuge in Lizenz gebaut.
Exporte der Ju 86 (Kampf- und Zivilflugzeuge):
| Land        | 1936 | 1937 | 1938 | 1939 | SUMME KAMPF | SUMME ZIVIL |
| ----------- | ---- | ---- | ---- | ---- | ----------- | ----------- |
| Bolivien    | 1    |      | 3    |      | 3           | 1           |
| Chile       |      |      | 16   |      | 12          | 4           |
| Japan       |      | 1    |      |      | 1           |             |
| Mandschukuo |      |      | 10   | 4    |             | 14          |
| Portugal    |      |      | 10   |      | 10          |             |
| Schweden    | 1    | 4    | 36   |      | 40          | 1           |
| Schweiz     | 1    |      |      |      |             | 1           |
| Südafrika   |      | 5    | 10   | 3    | 1           | 17          |
| Ungarn      |      | 9    | 57   |      | 66          |             |
| SUMME       | 3    | 19   | 142  | 7    | 133         | 38          |

In Südafrika waren militärische Gründe für die Beschaffung von 17 Zivilflugzeugen (und einem Kampfflugzeug) ausschlaggebend: Dort war man dem weit verbreiteten Irrglauben verfallen, dass aus einem Zivilflugzeug einfach ein Bomber gemacht werden könnte. Die South African Air Force setzte die umgebaute Ju 86 Z-7 Passagiermaschinen bei der 11. und 12. Squadron beim Ostafrikafeldzug 1940 bis 1941 gegen Italien ein. Die Ju 86 wurde zur Küstenüberwachung in Südafrika und als Bomber in Äthiopien eingesetzt. Sie wurde Ende 1941 vom Fronteinsatz zurückgezogen, als echte Kampfflugzeuge zur Verfügung standen. Am 1. Mai 1941 waren nur noch acht der ursprünglich 15 Flugzeuge der 12. Squadron SAAF vorhanden. Bis zum Ende der Kampfhandlungen in Äthiopien kam es zu mindestens zwei weiteren Verlusten. Im Luftverkehr wurden die übrig gebliebenen Flugzeuge nach 1941 nicht mehr eingesetzt, da der South African Airways moderne Lockheed Lodestar zur Verfügung standen.

## Deutsche Lufthansa
Insgesamt erhielt die DLH 17 Flugzeuge des Typs. Die Ausrüstung mit Dieselmotoren war von Anfang an vorgesehen. Als Prototypen für die Verkehrsversion wurden die V2 und V4 aufgelegt. Die Erstflüge der Zivilflugzeuge fanden am 22. März 1935 (V2) und am 24. August 1935 (V4) statt. Allerdings erhielt die Lufthansa nur die V4 im August oder September 1935 zur Erprobung zugewiesen, während die V2 bis zum Juni 1936 beim Hersteller verblieb, um bei der Typenerprobung eingesetzt zu werden. Die V4 wurde nach ihrer Bewährung käuflich erworben, während die V2 im RLM-Eigentum verblieb.
Die ersten fünf Serienflugzeuge Ju 86 B mit Jumo 205 C erhielt die DLH im Juni und Juli 1936. Das sechste Flugzeug der B-Serie, die D-ANUV, wurde bei Junkers zum Erprobungsträger für den BMW 323 P umgebaut und ging erst im Januar 1938 an die DLH. Weitere sechs Flugzeuge, diesmal aus der C-Serie, wurden der DLH von Mai bis Juli 1937 geliefert. Auch diese waren mit Dieselmotoren ausgerüstet. Rein äußerlich unterschieden sich die beiden Serien nur durch das geänderte Heck, analog den Bomberserien A und D. Alle Flugzeuge waren als Schnellverkehrsflugzeuge für zehn Passagiere ausgelegt. Da der Bomberrumpf verwendet wurde, besaß das Flugzeug kein Entwicklungspotential, als sich Mitte der 1930er-Jahre herausstellte, dass der Bedarf an Passagierplätzen stieg. Problematisch erwies sich auch, dass die Geschwindigkeit der Ju 86 mit Dieselmotoren die der Ju 52/3m nicht wesentlich überstieg. Diese Probleme führten dazu, dass die Verwendung der Ju 86 bei der DLH auf 17 Flugzeuge beschränkt blieb.
Nachdem die Serie für die Luftwaffe ab April 1937 auf BMW-132-Motoren umgestellt wurde, zeigte auch die Lufthansa Interesse an der Version mit Benzinmotor. Sie bestellte folglich 1937 die W.-Nr. 0246 mit BMW 132.
Bei Kriegsbeginn bestand die Flotte der DLH aus 13 Ju 86 (6 B, 6 C, V24). Die beiden Prototypen V2 und V4 waren durch Unfälle im November 1937 bzw. am 18. Juni 1937 verlorengegangen. Ursprünglich war seitens des RLM vorgesehen, die Ju 86 im Kriegsfall als Reiseflugzeuge in der Luftwaffe zu verwenden. Wegen der Dieselmotoren wurde davon allerdings Abstand genommen und lediglich zehn der vorhandenen Flugzeuge bei Kriegsbeginn von der DLH übernommen. Diese wurden Schulen zugeteilt. Auf Grund des Desinteresses der Luftwaffe an Flugzeugen mit Dieselmotoren und des Flugzeugmangels der Lufthansa charterte die DLH die zehn abgegebenen Flugzeuge bereits im Januar oder Februar 1940 zurück. Bereits im März 1940 wurden die Flugzeuge wieder im Liniendienst eingesetzt, zuerst im Fracht- und Postverkehr, ab Mai 1940 auch im Passagierverkehr. Im Juni 1941 erhielt die DLH noch zwei weitere Ju 86 O mit Benzinmotoren, die ursprünglich für die Mandschurei vorgesehen waren, aber nach dem Beginn der Unternehmung Barbarossa nicht mehr überführt werden konnten. Ein Totalschaden trat am 28. April 1943 ein, als die D-AUME bei einem Werkstattflug in Prag abstürzte und beide Besatzungsmitglieder ums Leben kamen. Dies blieb der einzige tödliche Unfall mit einer Ju 86 in den zehn Jahren Dienst bei der Lufthansa.
Das Flugzeug wurde bis April 1945 im Liniendienst eingesetzt. Insgesamt flogen die Ju 86 der DLH etwa 9,4 Millionen Kilometer im Planverkehr, was einen Anteil von 10 % am Planverkehr der Jahre 1936 bis 1945 ausmacht. Ab 1937 hatte nur die Ju 52/3m einen höheren Anteil am Planverkehr, wogegen während des Krieges auch die DC 3 mehr Kilometer flog.

## Prototypen
Bereits im April 1934 war die Attrappe fertig, und am 4. November 1934 konnte der erste Prototyp Ju 86 V1 mit der Werknummer 4901 zum Erstflug starten. Dabei handelte es sich um eine Bombervariante, ausgerüstet mit zwei Neunzylinder-Sternmotoren des Typs Siemens-Halske SAM 22B (auch als Sh 22 bezeichnet; siehe: Siemens & Halske Sh 14), die eine Startleistung von je 550 PS (404 kW) erbrachten.

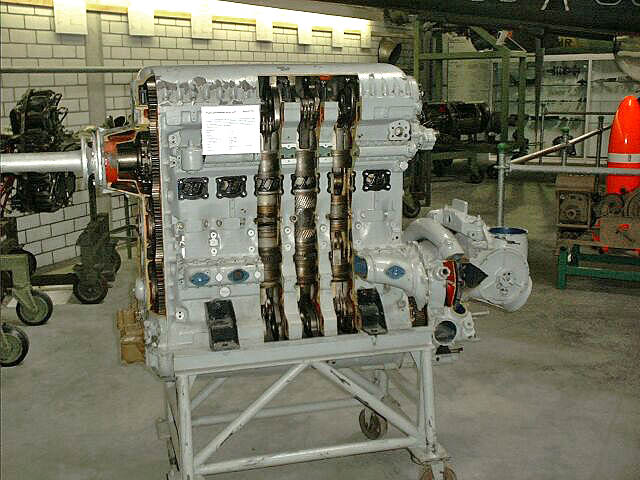
Jumo 205

Am 22. März 1935 startete der zweite Prototyp Ju 86 V2 mit der Werknummer 4902 in der Ausführung als Passagierflugzeug zu seinem Erstflug. Auch er war zunächst mit den Siemens-Motoren ausgerüstet, wurde jedoch noch vor seinem ersten Flug auf Gegenkolben-Dieselmotoren Junkers Jumo 205 umgerüstet, die je 600 PS (441 kW) leisteten. Dieser Prototyp war das Musterflugzeug der zivilen B-Serie.
Aufgrund der Flugerfahrungen mit den Prototypen zeigte sich, dass deren Tragflächen strukturelle Schwächen zeigten, sie wurden deswegen geändert.
Der fünfte Prototyp Ju 86 V5 hatte diese Änderungen und wurde als Bomber mit der Zulassung D-AHOE das Musterflugzeug für die spätere A-Serie. Er wurde auch das erste Flugzeug der vom RLM bestellten Null-Serie von sieben Ju-86-Bombern der Variante Ju 86 A-0. Diese Maschinen wurden dem KG 152 zwischen Mai und November 1935 für Versuchszwecke überlassen.
Prototypen der Ju 86:
| V-Nr. | W.-Nr. | Zulassung | Motor        | Datum            | für Var.         | Bemerkung                                             |
| ----- | ------ | --------- | ------------ | ---------------- | ---------------- | ----------------------------------------------------- |
| V1    | 4901   | D-AHEH    | Jumo 5 C     | 4. November 1934 | Bomberprototyp   |                                                       |
| V2    | 4902   | D-ABUK    | Jumo 205 C   | 22. März 1935    | Verkehrsflugzeug | bis Juni 1936 Typenerprobung, dann DLH                |
| V3    | 4903   | D-ALAL    | Hornet S 30  | 16. Juni 1935    | Bomberprototyp   |                                                       |
| V4    | 4904   | D-AREV    | Jumo 205 C   | 24. August 1935  | Verkehrsflugzeug | Aug./Sept. 1935 an DLH                                |
| V5    | 6001   | D-AFUI    | Jumo 205 C   | November 1935    | A                | Nullserie                                             |
| V6    | 6002   | D-ANAY    | Jumo 205 C   |                  | A                | Nullserie                                             |
| V7    | 6003   | D-AROE    | Jumo 205 C   | Juli 1936        |                  | Nullserie                                             |
| V8    | 6004   | D-AVEE    | Jumo 205 C   |                  |                  | Nullserie, Absturz 15. Mai 1936                       |
| V9    | 6005   | D-AXII    | Jumo 205 C   | Dezember 1935    |                  | Nullserie                                             |
| V10   | 6006   | D-ABOO    | Jumo 205 C   |                  |                  | Nullserie                                             |
| V11   | 6007   | D-AHOE    | Jumo 205 C   | März 1936        |                  | Nullserie                                             |
| V12   | 55     | D-ADAA    | BMW 132 F    | September 1936   | E                |                                                       |
| V13   | 52     | D-AKEN    | BMW 132 F    | Februar 1937     | E                | Absturz 11. Oktober 1937                              |
| V14   | 121    |           | (Jumo 207)   | (Dezember 1937)  |                  | Planung                                               |
| V15   | 99     |           | Jumo 205 C   | Januar 1937      |                  | Später Jumo 207A                                      |
| V16   | 152    | D-ACAR    | BMW 132 F    | Juli 1937        | G                | Bruch November 1937                                   |
| V17   | 66     |           | Jumo 205 C   | (Dezember 1937)  |                  | Später Jumo 207 C                                     |
| V19   | 257    |           | BMW 132 F    | (Dezember 1937)  | G                | Ersatz für V16                                        |
| V20   | 259    |           | BMW 132 F    | (Januar 1938)    | G                | Ersatz für V16                                        |
| V24   | 246    | D-AUME    | BMW 132 M    | Juli 1938        | O                | Erprobung bei der DLH, Absturz 18. April 1943         |
| V25   | 16     | D-ANUV    | BMW Hornet   |                  | B                | später Bramo 323 P-1, Erprobung bei der DLH           |
| V26   | 974    | D-ASOE    | Jumo 205 D   |                  | C                | ab Februar 1942 Jumo 207 C, Erprobung bei der DLH     |
| V27   | 5154   | LP+IM     |              |                  | P                | 24. Januar 1940 Absturz Ruhland, Halter JFM           |
| V28   | 5156   |           |              | 1940             | P-1              | erstes Muster Ju 86 P                                 |
| V29   | 279    |           |              |                  | P-1              | zweites Muster Ju 86 P                                |
| V30   | 5097   |           |              |                  | P-1              | drittes Muster Ju 86 P                                |
| V31   | 284    |           |              |                  | P                | 28. Juni 1941 an Hirth zum Einbau Bordaggregat Ju 288 |
| V32   | 291    | SA+DV     |              |                  | P                |                                                       |
| V33   | 433    |           |              |                  | P                | BAL 21. April 1941                                    |
| V35   | 396    |           |              |                  | P                |                                                       |
| V36   | 421    |           |              |                  | P                |                                                       |
| V37   | 5161   |           |              |                  | P-1              | später in P-3 umgebaut                                |
| V38   | 444    |           |              |                  | P-5              | 8. September 1941 an DVL                              |
| V39   | 5132   |           |              |                  | P-5              |                                                       |
|       | 293    |           | Jumo 207 B-3 |                  | P-3, R-1         |                                                       |
|       | 294    |           |              |                  | G-1              | an Hirth zum Einbau Bordaggregat Ju 288               |

Quelle: Unterlagen aus den Bundesarchiv/Militärarchiv Freiburg

## Militärische Serien

### Ju 86 A-1
Die Serienfertigung der Ju 86 A-1 begann bereits im Frühjahr 1936. Die Rumpffront wurde mit einer so genannten Vela-Kanzel ausgerüstet. Die erreichte Höchstgeschwindigkeit betrug 280 km/h, die Waffenlast lag bei 800 kg. Tests zeigten Probleme mit der Flugstabilität. Deswegen wurde der Rumpf nochmals geändert und die Treibstoffkapazität vergrößert. Diese Änderungen führten zur Version Ju 86 D-1.

### Ju 86 D-1
Version mit geändertem Rumpf und vergrößerter Treibstoffkapazität, die später auch in der Legion Condor im Spanischen Bürgerkrieg eingesetzt wurden. Die Bewaffnung bestand aus insgesamt drei MG 15, Kaliber 7,92 mm, und einer Bombenlast von 1000 kg.

### Ju 86 E
- Ju 86 E-1

Diese Variante entstand durch den Umbau der existierenden Ju 86 A und D auf die BMW-132-F-Motoren, die 650 PS (478 kW) leisteten. Um den erhöhten Kraftstoffverbrauch auszugleichen, wurden größere Tanks installiert.
- Ju 86 E-2

wie Ju 86 E-1, jedoch mit BMW 132 N mit 665 PS (489 kW), Höchstgeschwindigkeit 380 km/h
- Ju 86 E-3

wie Ju 86 E-2, jedoch mit 2 × Sternmotoren BMW 132 N-1, je 870 PS (640 kW) Leistung
- Ju 86 E-4

nur geringe Änderungen gegenüber E-3
- Ju 86 E-5

Schulungsbomber, mit zusätzlichen Tanks, sonstige Ausrüstung wie E-2
- Ju 86 E-6

entsprach der Ju 86 E-1, hatte jedoch zwei zusätzliche Sitzplätze
- Ju 86 E-7

entsprach weitestgehend der Ju 86 E-5

### Ju 86 G

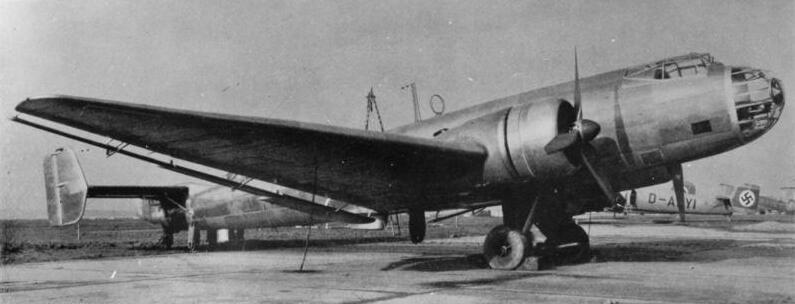
Ju 86 G mit Vollsichtkanzel

Aufgrund der Vela-Kanzel konnte der Pilot der Ju 86 auf dem Boden den Bereich vor seinem Flugzeug nicht einsehen. Daraufhin wurde die gesamte Bugsektion mit Glasscheiben ausgerüstet. Dies war die letzte Serie der Ju 86, die zwischen Juni 1938 und April 1939 zur Auslieferung kam. Sie hatte eine Reichweite von 650 km, konnte aber nur 400 kg Bomben tragen.

### Ju 86 P

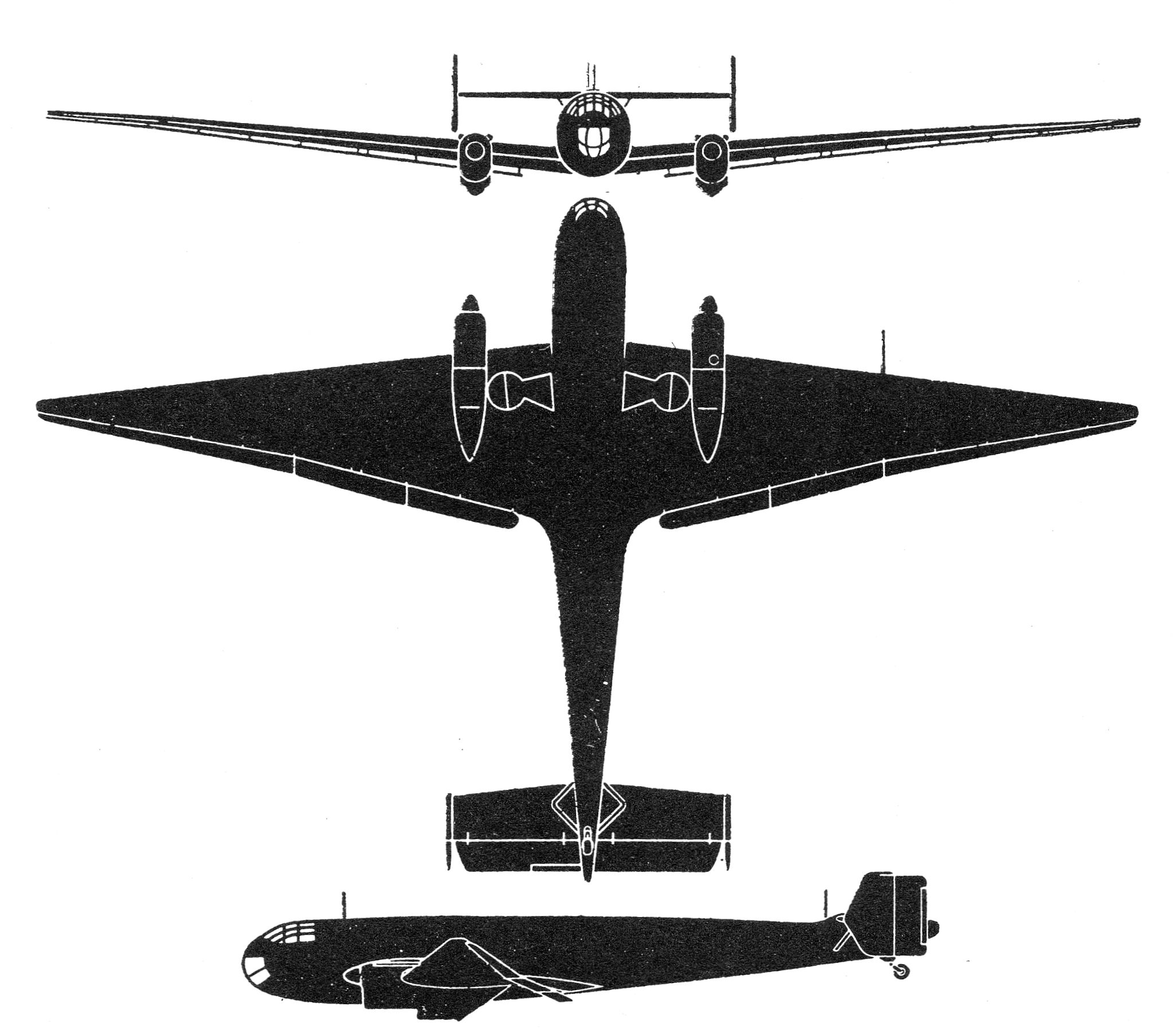
3-Seitenriss der Ju 86 P

Diese drei Prototypen wurden aus umgebauten Ju 86 G-1 hergestellt. Ziel war die Erschaffung eines leistungsfähigen Aufklärers und Störbombers, der Jagdflugzeuge binden sollte. Der Bug wurde durch eine zwei Besatzungsmitglieder fassende Druckkabine ersetzt. Die BMW-132-Sternmotoren wurden durch den speziell für große Höhen neu entwickelten Dieselmotor Jumo 207 ersetzt. Die MG-Bewaffnung wurde komplett entfernt.
Die Tests verliefen sehr erfolgreich. Etwa 40 Ju 86 G wurden auf diesen P-Standard umgerüstet. Bei den Serienmaschinen wurde zusätzlich die Spannweite auf 25,60 m erhöht. Die Dienstgipfelhöhe betrug etwa 12.000 m.
Die Royal Air Force bemerkte diese mit ihren Radaren und hatte bald spezielle Spitfire-Jagdflugzeuge zum Abfangen in großer Höhe; dagegen konnten die Maschinen über der UdSSR weitestgehend ungestört fliegen.
- Ju 86 P-1

Höhenbomber mit etwa 1000 kg Bombenlast. Ausgerüstet mit zwei 2-Takt-Gegenkolben-Dieselmotoren Jumo 207 A-1, je 880 PS (647 kW).
- Ju 86 P-2

Aufklärer für große Flughöhen, statt Bombenaufhängungen drei Reihenbildkameras, sonst wie Ju 86 P-1

### Ju 86 R
Zur weiteren Kampfwertsteigerung der Ju 86 wurde bei der R-Serie die Spannweite auf 32 m vergrößert, die Aerodynamik nochmals verfeinert und die leistungsstärkeren Jumo 207 B-3 zu je 950 PS (698 kW) eingebaut
- Ju 86 R-1

Aufklärer für sehr große Flughöhen. Es wurden zwei Reihenbildkameras in den Rumpf integriert. Dienstgipfelhöhe 15.000 m.
- Ju 86 R-2

Bomber für sehr große Flughöhen. Anstatt der Reihenbildkameras konnten 1000 kg Bomben als Außenlast befördert werden.

### Ju 86 K (Exportversion)
- Ju 86 K-1

Dreiseitenriss der Ju 86 K

Von dieser Variante wurden zwei Maschinen nach Schweden und ein Exemplar nach Südafrika geliefert. Antrieb durch 2 × Pratt & Whitney R-1690 Hornet mit 758 PS (558 kW). Schwedische Bezeichnung B 3.
- Ju 86 K-2

Variante für Ungarn. Die verwendeten Sternmotoren Gnôme-Rhône Mistral Major wurden in Ungarn in Lizenz gefertigt. Insgesamt wurden 66 Exemplare für Ungarn gebaut.
- Ju 86 K-4

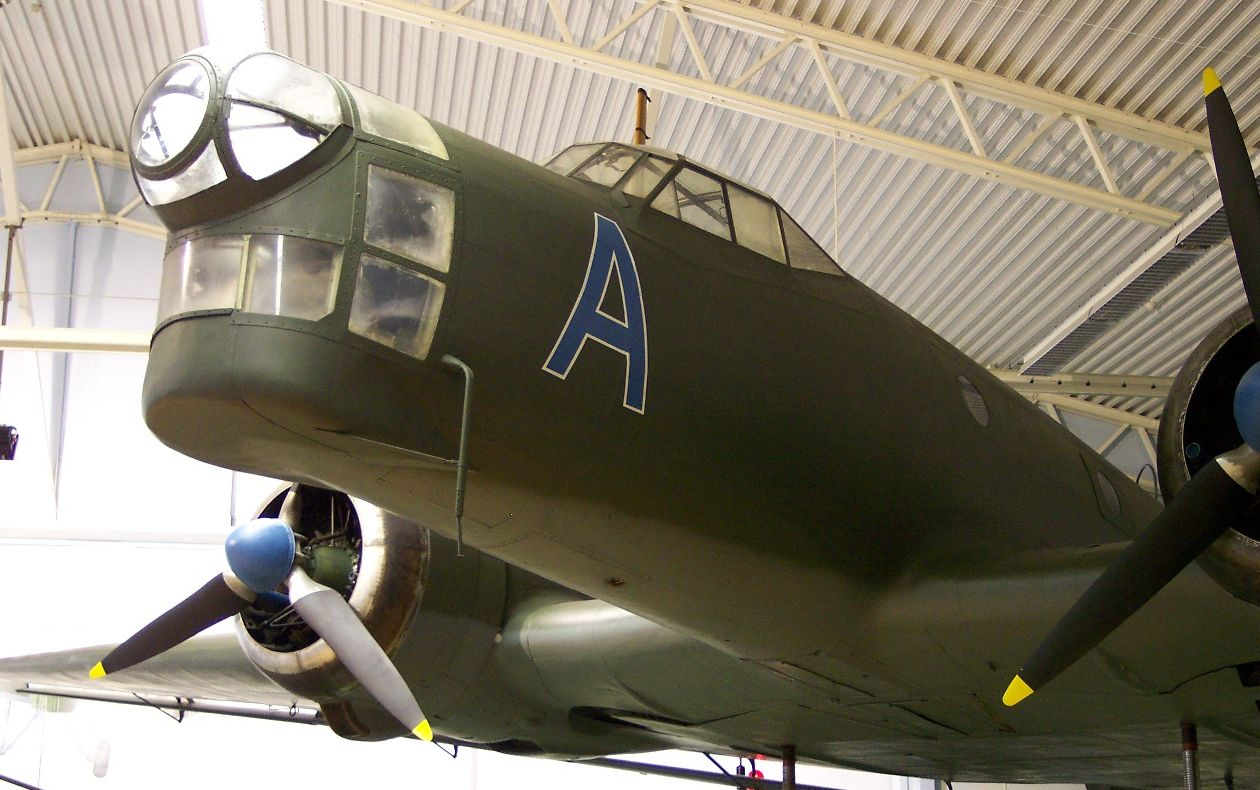
Detailaufnahme der Ju 86 K-4 im schwedischen Luftfahrtmuseum

Variante für Schweden, von dieser Variante wurden 18 geliefert, sie wurden mit Bristol-Pegasus-VI-Motoren mit je 740 PS (544 kW) ausgerüstet. Die schwedische Bezeichnung lautete B 3A.
- Ju 86 K-5

Aufbauend auf der Montage der Ju-86-K-4-Variante erfolgte der Lizenzbau. Abweichend von der K-4 wurden Bristol-Pegasus-XII-Motoren mit einer Leistung von 880 PS (647 kW) verwendet. Die schwedische Bezeichnung lautete B 3B.
- Ju 86 K-6

Mit Sternmotoren Pratt & Whitney ausgerüstete Variante für Chile, zwölf Stück gebaut.
- Ju 86 K-7

Mit Sternmotoren Pratt & Whitney Hornet ausgerüstete Variante für Bolivien und Chile, zehn Maschinen gebaut.
- Ju 86 K-13

Hierbei handelt es sich um die eine Lizenzfertigung von SAAB in Schweden. Es wurden zwei Serien gefertigt:
- - neue Flugzeuge mit der schwedischen Bezeichnung B 3C und in Lizenz gefertigten Bristol Mercury XXIV von 980 PS (720 kW).
  - sieben Flugzeuge mit der schwedischen Bezeichnung B 3D und in Polen in Lizenz gefertigten Bristol Mercury XIX von 905 PS (665 kW).

Maschinen dieses Typs wurden 1955 bei den Dreharbeiten für den Film Des Teufels General eingesetzt.

## Zivile Serien

### Ju 86 B-1

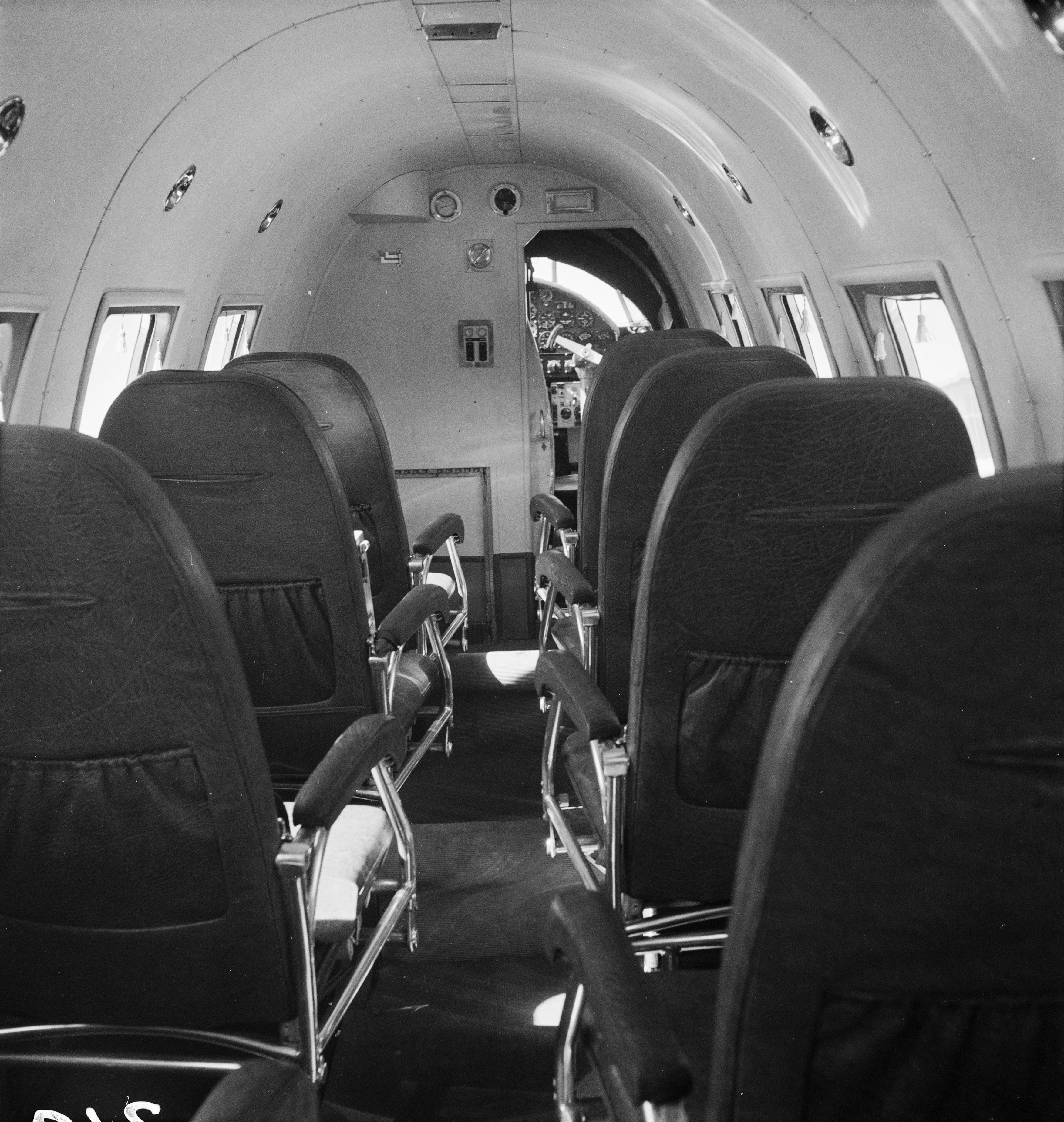
Kabine einer Ju-86 B-1

Schnellverkehrsflugzeug für zehn Passagiere und zwei bis drei Besatzungsmitglieder. Ausgerüstet mit dem Jumo-205-Dieselmotor. Es wurden im Jahre 1936 insgesamt sechs Maschinen an die Lufthansa geliefert.

### Ju 86 C-1
Gegenüber der B-1-Variante verfügte dieser Typ über den bereits bei der militärischen Variante erwähnten vergrößerten Rumpf, über eine größere Reichweite sowie den verbesserten Jumo-205-C-3-Motor.

### Ju 86 Z (Exportversion)
Die zivilen Exportversionen erhielten die Variantennummer Z.
- Ju 86 Z-1

Insgesamt sechs mit dem Jumo 205 C-4 ausgeliefert, davon zwei im Jahre 1936 an die Swiss Air Lines und vier an die chilenische LAN (Línea Aérea Nacional) im Jahre 1937/38.
- Ju 86 Z-2

Wie die Variante Ju 86 Z-1, jedoch mit Sternmotoren BMW 132 H-1. Die beiden an die Swiss Air Lines wurden auf diesen Standard umgerüstet, nachdem der Jumo 205 dort nicht befriedigte. Die Maschinen, die nach Chile gingen, wurden bis 1939 ebenfalls umgerüstet. 17 Maschinen gingen in den Jahren 1938/39 in die Mandschurei an die MAC.
- Ju 86 Z-3

Variante mit zwei Motoren Rolls-Royce Kestrel, 1937 am Südafrika geliefert.
Ju 86 Z-5
Zwei mit Motoren Pratt & Whitney Hornet mit je 875 PS (644 kW) an Südafrika geliefert.
- Ju 86 Z-7

Wie Version Z-7 mit Hornet S1E-G. Einige Maschinen an Südafrika, drei wurden 1937 an Bolivien und eine als Postflugzeug an Schweden geliefert.

## Technische Daten
| Kenngröße             | Ju 86 D-1 | Ju 86 R-1                                                      | Ju 86 Z-2                                          |
| --------------------- | --- | -------------------------------------------------------------- | -------------------------------------------------- |
| Verwendung            | mittlerer Bomber | Höhenaufklärer und -bomber                                     | Passagierflugzeug für den Export                   |
| Besatzung             | 4 | 2                                                              | 2–3                                                |
| Passagiere            | – | –                                                              | 10                                                 |
| Länge                 | 17,86 m | 16,46 m                                                        | 17,60 m                                            |
| Spannweite            | 22,50 m | 32,00 m                                                        | 22,50 m                                            |
| Höhe                  | 4,70 m | 4,70 m                                                         | 4,70 m                                             |
| Flügelfläche          | 82,00 m² | 97,50 m²                                                       | 82,00 m²                                           |
| Flügelstreckung       | 6,2 | 10,5                                                           | 6,2                                                |
| Rüstmasse             | 5.340 kg | 8.120 kg                                                       | 5.900 kg                                           |
| max. Startmasse       | 8.050 kg | 11.500 kg                                                      | 8.190 kg                                           |
| Antrieb               | zwei Dieselmotoren Junkers Jumo 205 C-4 mit je 600 PS (441 kW)                                                      | zwei Dieselmotoren Junkers Jumo 207 B-3 mit je 880 PS (647 kW) | zwei Sternmotoren BMW 132 D mit je 845 PS (621 kW) |
| Höchstgeschwindigkeit | 325 km/h in 3.000 m Höhe                                                                                            | 420 km/h in 9.000 m Höhe                                       | 375 km/h in 2.600 m Höhe                           |
| Reisegeschwindigkeit  | 285 km/h in 2.000 m Höhe                                                                                            | 250 km/h in 13.700 m Höhe                                      | 340 km/h bis 2.100 m Höhe                          |
| Landegeschwindigkeit  | 100 km/h |                                                                | 100 km/h                                           |
| Steiggeschwindigkeit  | 15 min auf 3.000 m Höhe                                                                                             | 60 min auf 13.700 m                                            | 9,1 min auf 3.000 m Höhe                           |
| Dienstgipfelhöhe      | 5.900 m | 14.400 m                                                       | 6.900 m                                            |
| Reichweite            | 1.500 km | 1.000 km                                                       | 1.200 km                                           |
| Bewaffnung            | je ein bewegliches 7,92-mm-MG 15 in Rumpfbug, Rumpfrücken und ausfahrbarem Bordschützenstand an der Rumpfunterseite | ein starres MG 17 im Heck                                      | –                                                  |
| Abwurfmunition        | bis zu 800 kg (16 × SC 50 in vertikaler Abwurfkassette) im Bombenschacht                                            | bis 1.000 kg extern (R-2)                                      | –                                                  |

## Betreiber
Australien
 Bolivien
 Chile
 China
 Deutsches Reich
 Japan
 Mandschukuo
 Portugal
 Rumänien
 Schweden
 Schweiz
 Spanien
 Südafrika
 Ungarn